# Velma Dinkley
Velma Marie Dinkley (Vilma Dinkley en Hispanoamérica) es un personaje ficticio creado por la compañía estadounidense Hanna-Barbera Productions para la serie televisiva Scooby-Doo, Where Are You!, siendo uno de los personajes principales de la franquicia Scooby-Doo. Es una chica tranquila, y su pasión es compartir con sus amigos los diferentes misterios que se presentan.
Es la más bajita de la pandilla, y viste un suéter naranja, una falda, medias hasta la rodilla, zapatos, y lleva un par de anteojos de color negro, los cuales tiende a perder con facilidad. Sin ellos, según lo dice la misma Velma, "no puede ver nada".
Velma es el miembro más joven del grupo, y tiene 15 años de edad. Es la más inteligente de todos, y hace uso de sus conocimientos y habilidades para colaborar en la resolución de los casos, encontrando pistas, leyendo chino o japonés, descifrando y preparando fórmulas científicas, analizando objetos antiguos, operando y arreglando equipos de radio y comunicaciones, traduciendo jeroglíficos y escrituras de la época vikinga o egipcia, etc.
El 10 de febrero de 2021, se anunció que Velma tendrá su propia serie de televisión animada, a través de la plataforma de streaming HBO Max, protagonizada y producida por la actriz Mindy Kaling. La serie, que lleva por título el nombre del personaje, está orientada a un público adulto, y Velma es retratada como descendiente del sur de Asia.

## Creación y desarrollo del personaje
Velma fue creada en el año 1969, por los escritores y creadores de ¿Scooby-Doo dónde estás?, Joe Ruby, Ken Spears, por los directores y productores de la serie William Hanna y Joseph Barbera, y por el diseñador de los personajes, Iwao Takamoto. Parte del carácter y personalidad de Velma estuvo parcialmente inspirado en el personaje de Zelda Gilroy, de la serie de los años 60, The Many Loves of Dobie Gillis. En dicha serie, Zelda era una chica brillante, sencilla e inteligente, que estaba perdidamente enamorada del protagonista de la misma, Dobie Gillis, quien solo tenía ojos para mirar a todas las demás chicas esteriotípicamente más atractivas que Zelda. Dicho personaje era interpretado por la actriz Sheila James Kuehl.
Inicialmente, el personaje de Velma se llamaba "Linda", y los escritores pensaban hacerla un complemento para Shaggy: una chica de estilo beatnik o hippy de los años 60 que era estudiante de arte y, según los primeros bocetos de la serie, no usaba anteojos. El cambio de nombre y su apariencia vino más tarde, después de que el show fuera revisado y de que se le cambiara el título. En el primer piloto de la serie, "Linda" era uno de los miembros del grupo musical conocido como "Mysteries Five" (Los cinco de los Misterios), una banda de rock que andaba de gira por todo el mundo y se encontraba con misterios relacionados con fuerzas sobrenaturales. Ella tocaba en aquel grupo junto con su hermano, W.W. (quien en el futuro se convertiría en Shaggy). El show fue renombrado luego de ser revisado por el ejecutivo de CBS, Fred Silverman, a quien no le gustó el concepto de la banda de rock. Los personajes entonces cambiaron drásticamente, y a cada uno se le dio una personalidad distinta.
El personaje de Linda fue renombrado a "Velma", y pasó de ser hermana, a mejor amiga del personaje de Shaggy. Su personalidad también fue modificada, debido a que los escritores tuvieron problemas durante la creación de la otra chica del grupo, Daphne, quien iba a ser el complemento de Freddy. Como el concepto de que una mujer fuera a la vez bella e inteligente no era muy aceptado en aquel entonces, se decidió separar estas dos características. En el proceso, a Daphne se le dio inteligencia, pero estaba más enfocada en la belleza. Y Velma era bella también, pero se centraba más en su inteligencia. El personaje encajaba perfectamente en el desarrollo de una serie de misterio. Sin embargo, no se le añadieron anteojos hasta una reunión de los guionistas y creadores con los actores de voz de la serie. En dicha reunión (según cuenta uno de los empleados de Hanna-Barbera), los guionistas vieron a la actriz elegida para interpretar a Velma, Nicole Jaffe, dándose cuenta de que ella y su personaje tenían mucho en común. Nicole necesitaba anteojos para ver, y estos se le cayeron al suelo en un momento en que ella se estaba frotando los ojos. En su famosa voz chillona, la actriz exclamó: "¡Mis anteojos, no puedo ver sin mis anteojos!", y fue entonces cuando los escritores decidieron añadirle muchos de sus rasgos al personaje.

## Descripción del personaje
En la primera serie de 1969, Scooby-Doo, Where Are You!, Velma acompañaba a sus amigos Freddy, Daphne, Shaggy y Scooby-Doo, mientras viajaban a bordo de su camioneta, la "máquina del misterio" y ayudaban a investigar casos relacionados con fantasmas, zombis y monstruos. Velma conoce a sus amigos prácticamente desde que eran bebés, y asistió con ellos a la escuela primaria y a la secundaria (esto fue revelado en el primer episodio de Scooby-Doo, Where Are You! y confirmado en su secuela, Scooby-Doo! Misterios S.A.. Velma es la persona más inteligente del grupo, con un cerebro que podría rivalizar con una supercomputadora. Puede leer y hablar con fluidez todo tipo de idiomas y tiene conocimientos sobre todas las materias: historia, botánica, mecánica, electrónica, paleontología, música, etc. Normalmente, ella es la primera en no creer en los eventos paranormales que ocurren, y usa la lógica y la razón para revelar el misterio. Aunque en el exterior puede ser vista como una chica de carácter muy serio, Velma originalmente era un personaje más bien cómico en muchas de las series clásicas. Por ejemplo, un gag recurrente en todas las reencarnaciones de la serie es que Velma suele perder sus anteojos muy frecuentemente, y sin ellos no puede ver nada. En uno de los primeros episodios de la serie original, "Falla divertida en los juegos mecánicos", Scooby se asusta cuando Velma va con él en uno de los autos locos sin usar sus anteojos. Usualmente, es Shaggy quien se los devuelve o le ayuda a encontrarlos. Además, Shaggy siempre guarda en uno de sus bolsillos un par de anteojos extra para Velma.
Cuando Scooby está demasiado asustado para ayudar con el misterio, Velma a veces le ofrece unas Scooby-Galletas para darle valor. Otro gag recurrente de la serie original es que Velma es más fuerte de lo que aparenta, ya que en algunas escenas ella es capaz de correr cargando a Shaggy y Scooby en sus brazos. En ocasiones ella es capaz de llevar a Daphne y Freddy también, y otras veces incluso puede cargar a los cuatro mientras está corriendo, y aún ver hacia donde va. En la serie original, Velma era mostrada como una chica mordaz, a veces tenía miedo y a veces era valiente, como por ejemplo en el episodio 20 de la serie original, "El papel misterioso", cuando le dio una patada al villano (el Rastreador), para recuperar sus anteojos.
En muy pocas ocasiones ella juega el papel de la doncella indefensa (a diferencia de su amiga Daphne), como pasó en el episodio "El fantasma de las nieves" (de la serie original) en el cual Velma fue secuestrada por el fantasma y atada a un tronco en dirección a unas sierras que la iban a cortar en dos, mientras los chicos buscaban pistas en un aserradero abandonado. Por suerte, Scooby-Doo la rescató.
En la película animada Scooby-Doo y la maldición de Cleopatra, Velma se separó de sus amigos para viajar por 6 meses a Egipto, y decidió disfrazarse de la momia de la reina Cleopatra VII para ahuyentar a los saqueadores de tumbas. En el episodio "El payaso aterrador del torneo de Golf", de la serie ¿Qué hay de nuevo Scooby-Doo?, se reveló que Velma le tenía miedo a los payasos, porque en su quinto cumpleaños, un payaso destruyó la enciclopedia que le regalaron y la convirtió en confeti. En ese mismo episodio, Shaggy se volvió valiente como Velma, y ella se volvió asustadiza y cobarde como Shaggy. Esto volvió a la normalidad al final del episodio. Sin embargo, en el episodio "El caso del Payaso Fantasma", de la serie original, Velma no parece tenerle miedo a los payasos, siendo posible que adquiriera el miedo con posterioridad. También en ¿Qué hay de nuevo, Scooby-Doo? es revelado que Velma es una gran fanática del hockey sobre hielo y sabe muchas estrategias del juego (las cuales discute con Brett Hull). También juega el hockey muy bien, y de hecho, al final, es vista jugando en el equipo de los Estados Unidos. En el episodio Misterio en la Arena de Qué hay de Nuevo, Velma prueba por primera vez un movimiento que ella llama la "voladora Dinkley", mostrando la fuerza que posee en los músculos de presión de sus hombros (trapecios, deltoides): cargó a 2 luchadoras a la vez (una en cada brazo) y las lanzó en el aire por encima de su cabeza, una técnica imposible de realizar incluso para luchadores profesionales en la vida real. En Scooby-Doo! Misterios S.A., se revela que Velma disfruta mirando películas de terror junto a Shaggy, y es fan del grupo de rock "Las Hechiceras".
En lo que a la dinámica del grupo se refiere, en las últimas series se ha mostrado que Velma es el cerebro exclusivo del grupo y la única en resolver los misterios, mientras que Freddy planea y pone las trampas para atrapar al villano. Sin embargo, en las series originales, esto no era así, ya que todos los miembros del grupo trabajaban juntos como equipo para descifrar el enigma. Ésta dinámica ha sido exagerada en recientes reencarnaciones como ¿Qué hay de nuevo, Scooby-Doo? y algunas películas, poniendo a Velma como el único cerebro detrás de Misterio a la Orden. Un claro ejemplo de esta exageración es dado en la película de 2002, en la cual se muestra a Velma como la única en planear las cosas, reclamándole a Freddy el robarle las ideas y decir que son de él frente a los demás. El grupo recupera su dinámica original en el nuevo show Scooby-Doo! Misterios S.A., pues este es una secuela de la serie clásica.
La apariencia general de Velma es de una chica bajita, de cabello castaño corto que a penas le llega hasta los hombros. Sus ojos varían de color según la época, siendo negros en la mayoría de apariciones, debido a que sus anteojos los oscurecen. Cuando se los quita, sus ojos son de color verde, lo cual fue revelado por primera vez en el capítulo 32 de Scooby-Doo! Misterios S.A. cuando se los quitó para infiltrarse en la exposición de Randy Warsaw. En la película Scooby-Doo! Abracadabra-Doo, sus ojos fueron coloreados de azul. Viste una falda roja, suéter naranja y anteojos. En una escena del episodio "El Fantasma de Ciudad de Oro", de la serie original de 1969, Velma aparece usando lápiz labial y, en su secuela Scooby-Doo! Misterios S.A., es rediseñada con estilo similar, pero con moños en su pelo. Cuando la pandilla se separa, Velma muchas veces se va con Shaggy y Scooby, aunque en otras ocasiones acompaña a Fred y Daphne, y en otras ocasiones, va por sí sola (cuando se pierde y es perseguida por el villano). Sus frases son:
- ¡Cielos!(LAT)/¡Chispas!(ES) (en inglés "Jinkies"; pronúnciese "Chinkis").
- ¡Mis anteojos! ¡No puedo ver sin mis anteojos! o ¡Mis lentes! ¡No puedo ver sin mis lentes! (en un episodio de Johnny Bravo) (en inglés "My glasses! I can't see without my glasses!".
- ¡Qué farsante! o en otras ocasiones, ¡Es todo un payaso! (en inglés What a Ham!"), refiriéndose a Scooby-Doo al verlo hacer algo gracioso o cuando finge estar dolorido para no entrar a un lugar que le da miedo.
- No existen los fantasmas (en inglés "There's no such things as ghosts") hablándole a Shaggy cuando está asustado.

En la película de 2010 Scooby-Doo! Abracadabra-Doo la hermana de Velma, Madelyn, la describe como alguien que nació "con un libro de misterios en la mano". En las películas de 2002 y 2004 con actores reales, la diferencia de tamaños es totalmente ignorada, haciendo a Velma más alta que Daphne, cuando en realidad es todo lo contrario.
Como dato adicional, en la película de 2003, Scooby-Doo y la leyenda del vampiro, la misma Velma reveló que le encantaba cantar, pero que le tenía miedo al público. Sin embargo, al final de la película ella cantó el tema de Scooby-Doo, Where Are You!, con sus amigos tocando los instrumentos.

## Personalidad
En un extra llamado "serie Mystery of Scooby-Doo and Dynomutt's History", (un documental sobre la creación de Scooby-Doo incluido en el DVD "The Scooby-Doo/Dynomut hour", el diseñador de los personajes, Iwao Takamoto, explica el proceso que él usó para crear la personalidad y apariencia de los mismos para la serie original en el año 1969:

«Desde mi punto visual, yo usé un estilo de formas geométricas, las cuales yo pensaba que servirían para describir a los personajes. [...] Y Velma era casi como un cuadrado... o un rectángulo para mí, porque yo quería que su personaje reflejara mucha estabilidad, ya que ella era la intelectual del grupo. Y luego, todo lo que había que hacer era añadirle un par de anteojos y listo, allí estaba».
Iwao Takamoto, co-creador del personaje.

La personalidad de Velma no ha cambiado mucho a lo largo de los años, aunque ha sido interpretada por muchas actrices de voz, y cada una trató de implementarle o quitarle una característica particular:
- La voz y algunos rasgos de la personalidad de Velma fueron creados por la actriz estadounidense Nicole Jaffe. Originalmente, Velma era una chica curiosa, hablaba mucho, y era muy sarcástica y graciosa. Además, era franca y algo atrevida, siempre con mucha energía y entusiasmo.
- Después de que Nicole se retirara del papel para convertirse en agente para otros actores, fue reemplazada por la actriz Pat Stevens en 1976, para El show de Scooby-Doo. A medida que el programa y la actriz cambiaron, los escritores empezaron a enfocarse menos en su personaje. Velma empezó a ser más tranquila y calmada, pensaba en lo que iba a hacer antes de hacerlo, hablaba suavemente y era más amable y gentil. Como dato adicional, durante esta temporada al personaje se le añadieron pecas sin razón aparente, aunque esto podría explicarse como una idea de alguno de los animadores en el departamento de arte, ya que Pat Stevens tenía pecas.
- Como dato curioso, en la serie Un cachorro llamado Scooby-Doo (del año 1988), el personaje de Velma cuando era niña difiere un poco de como sería en el futuro. Es representada como una niña callada, que solo habla para referirse al monstruo o a las pistas. De hecho, Daphne tiene más líneas que Velma en dicha serie.

Sin embargo, la personalidad de Velma no ha cambiado desde entonces, a menos que se tomen en cuenta las películas con actores reales producidas entre 2002 y 2004: Por ejemplo en la primera de ellas, Velma aparece como la única en pensar las cosas y tener las ideas en el grupo, y lleva más lejos el sarcasmo que tenía clásicamente. Se enfurece con Fred porque detesta que le robe las ideas, y de hecho, ella es la primera en renunciar a la banda sin tomar en consideración las consecuencias, lo cual contradice su personalidad original. Pero fuera de esto, en las películas recientes (Scooby-Doo en la isla de los zombies, Scooby-Doo y los Invasores Alien, Scooby-Doo y la leyenda del vampiro, etc), así como en las nuevas series que se han producido (como ¿Qué hay de nuevo Scooby-Doo? y Scooby-Doo! Misterios, S. A.), el personaje conserva su personalidad sarcástica, confiable, amigable, seria y a la vez cómica de la serie original. Cabe destacar que la serie Scooby-Doo! Misterios S.A. explora la personalidad de Velma en todas sus aristas y la retrata como una auténtica chica de 15 años, ya que se trata de una secuela de la serie original que marca la diferencia con todas las anteriores. Por lo tanto, al personaje se le devuelve mucha de la personalidad sarcástica que las series anteriores habían dejado de lado, pero además, se la muestra como realmente es en su interior: una adolescente común, que también tiene miedos e inseguridades que se esfuerza en ocultar, y que comete errores de los cuales se arrepiente.
En Scooby-Doo! misterios S.A., Velma dice frecuentemente "Oy" y "Oy gevalt", y escucha música klezmer, lo que implica que ella es judía.

## Relaciones románticas

### Relación con Shaggy
Desde la aparición de Scooby-Doo en el año 1969, muchos rumores surgieron entre los fanes y televidentes comunes, relativos a los personajes y algunas situaciones del programa.
Así como muchas veces se especulaba sobre la posible relación amorosa entre Freddy y Daphne, hubo un cierto número de televidentes quienes también pudieron notar rastros pequeños de otra relación posible en la pandilla, entre Shaggy y Velma. La mayoría de estos están relacionados con el hecho de que los dos siempre parecían tan cercanos el uno con el otro, se iban juntos en la mayoría de ocasiones, bailaban juntos, entre muchos otros elementos y detalles, que los hacía pensar que los creadores quizá estaban tratando de emparejar a ambos personajes. Muchas pruebas de su relación pueden ser encontradas en varias encarnaciones de Scooby-Doo a lo largo de los años (particularmente en episodios de Scooby-Doo, Where Are You!, Las nuevas películas de Scooby-Doo, El show de Scooby-Doo) e incluso en reencarnaciones donde su interacción no es tan frecuente (Shaggy y Scooby-Doo detectives, Scooby-Doo y la maldición de Cleopatra, Scooby-Doo y el abominable hombre de las nieves o Scooby-Doo y ¿quién crees tú?. Su relación amorosa es ampliamente tratada en la película Scooby-Doo! La maldición del monstruo del lago, los cómics de Scooby Apocalypse (donde tienen un hijo) y la primera temporada de Scooby-Doo! Misterios S.A. donde se oficializa la relación amorosa entre ambos personajes.
En esta serie, producida en 2010 por Warner Bros. Animation, Velma y Shaggy están juntos y llevan una relación de novios, la cual ya ha durado meses desde iniciado el programa, sugiriendo que ellos pudieron haber sido más que amigos incluso en el show original, lo que explicaría la gran cantidad de señales de su relación romántica o cercana amistad. Velma intenta que Shaggy sea más íntimo con ella y ambos comparten momentos felices juntos. Sin embargo, Shaggy no se decide a contarle al resto de la banda su secreto, por temor a lastimar los sentimientos de su mejor amigo Scooby, así que está esperando a sentir la confianza suficiente para decirlo. Esto causa cierta preocupación en Shaggy y Velma, pues no pueden expresar lo que sienten frente a los demás o pasar momentos a solas sin ser interrumpidos. A Velma no le gusta tener que ocultar su relación, pero no le dice nada a nadie para no contrariar a Shaggy. Ella se preocupa por quitarle algunos defectos a Shaggy, pero al final descubre que son esos defectos los que enriquecen más su relación. Shaggy corresponde a Velma con un amor puro e inocente, salvándola del peligro, tomándola de la mano cuando está asustada y dejando que ella lo conforte. Sin embargo, al verlos besándose apasionadamente en el jardín de la casa de Shaggy, Scooby descubre que ambos son novios, y reacciona exactamente como Shaggy había temido, poniéndose celoso de su noviazgo. Los celos pasajeros de Scooby causan cierta animosidad leve con Velma, quien permanece distante con el gran danés en los episodios siguientes. Ambos le dan un ultimátum a Shaggy: debe elegir entre Scooby y Velma. Shaggy está desesperado por evitar la toma de tal decisión, debido a que no quiere lastimar a ninguno de ellos ni que continúen distanciados. Finalmente, Shaggy decide confesarle a Velma que en realidad no se siente preparado para tener una novia, y que preferiría tomarse un tiempo y volver a ser amigos, hasta sentir que ambos ya han crecido como personas y están listos para enfrentar los problemas que su relación les traerá. Pese a sentir rencor por la separación, Velma confiesa que aún ama a Shaggy y que él aún es parte de ella, y Shaggy se muestra arrepentido y le cuenta a Fred que él la ama también, mostrando que ambos se arrepienten de haber terminado. Velma, incluso, se muestra bastante celosa al ver a Shaggy coqueteando con una estudiante de intercambio de China que llega a la ciudad, pero al final, al ver que ella le había roto el corazón, decide ayudarlo, revelando que la amistad que comparten sigue siendo tan sólida como siempre pese a todo. Ambos permanecen como amigos hasta el Capítulo 22, en el que Shaggy, tímidamente, trata de acercarse a Velma para pedirle que vuelvan a darse una oportunidad, pues todos los problemas que su amor afrontaba habían desaparecido, y confiesa que la extraña muchísimo. Velma, en un principio, corresponde sus sentimientos, pero, debido al orgullo que siente por lo ocurrido con Scooby, decide rechazarlo, diciéndole que ya no siente lo mismo por él y dejándolo triste. Al episodio siguiente, ella revela que lo hizo por orgullo, y que se siente arrepentida de haberlo rechazado. Ambos se vuelven más cercanos durante el transcurso de la segunda temporada, aunque en el último episodio, al reiniciarse la línea temporal original en la cual transcurrieron los eventos de la serie y crearse una nueva, se revela que, como parte de los cambios y alteraciones, Vilma y su enemiga, Marcie Fleach, son pareja. Sin embargo, esto no se muestra directamente diciendo expresamente que son amigas y ninguna otra mención a su situación de pareja, siendo Tony Cervone el encargado de explicarlo en 2020, siete años después del final de la serie, en la cual, directamente, no se mencionó nunca dicha situación amorosa. Esto, no altera los eventos de la línea temporal original de la serie, donde ambas no expresaron nunca sentimientos románticos mutuos, según declaró el productor ejecutivo de Scooby-Doo! Misterios S.A. Tony Cervone, en 2020.

### Intereses románticos menores
Los guionistas de algunas películas le dieron uno que otro interés romántico ocasional al personaje de Velma. Estos romances sin embargo no tuvieron importancia, y no aparecieron otra vez en ninguna otra producción. Por ejemplo:
- En la película de 2004, Scooby-Doo 2: Monsters Unleashed, aparece un personaje llamado Patrick Wisely, quien es el encargado del museo de Coolsville donde se exhiben los trajes de los fantasmas y monstruos que los chicos han enfrentado. Velma parece sentir una gran atracción por él, pero tiene miedo de cometer alguna estupidez si deja salir sus sentimientos. Patrick la ve como una chica sexi y aventurera; él es bastante tímido, y parece ser bastante sospechoso. Al final, Patrick es aparentemente una buena persona y tiene sentimientos genuinos por ella.
- En la película de 1999, Scooby-Doo y el fantasma de la bruja, aparece un personaje llamado Ben Ravencroft, un exitoso escritor de novelas de horror y misterio que fue retratado como un posible interés amoroso para Velma. Ella admiraba su trabajo (incluso afirmó que había leído todos sus libros) y se sentía fascinada por las cosas que los dos tenían en común, por lo que pasaba todo el tiempo cerca de él. Pero cuando Ben reveló que él la estaba utilizando y al resto del equipo para que encontraran un libro de hechizos para él, Velma perdió todo interés en él hasta el punto de odiarlo.
- En la película de 2011 Scooby-Doo! La leyenda del fantasmasauro, Velma conoce a Winstor un arqueólogo con rasgos similares tanto en apariencia como en personalidad siendo su homólogo masculino y alma gemela, hasta que con el corazón roto Velma descubre que él era uno de los involucrados de crear al monstruo solo por un hallazgo dando fin a la relación, pero decide darle otra oportunidad cuando salga de prisión.

## Familiares
Algunos de los parientes de Velma que han aparecido durante las diferentes series y películas de Scooby-Doo a lo largo de los años son:
- Dale y Angie Dinkley: Los padres de Velma, aparecen por primera vez en la nueva serie Scooby-Doo! Misterios S.A. Son dueños del Museo Encantado de Cueva Cristal y existe una enorme brecha generacional entre la forma de pensar de ellos y su hija. La mamá de Velma parece ser comprensiva, aunque se entromete en la vida de su hija y cree en fuerzas sobrenaturales.
- Madelyn Dinkley: La hermana menor de Velma, cuya voz fue hecha por Danica McKellar. Se parece un poco a su hermana mayor en apariencia y personalidad, solo que ella es un poco más atractiva. Irónicamente Velma se refiere a Madelyn como una chica "un poco rarita" y no parece darse cuenta de que son parecidas. A diferencia de su hermana Velma, Madelyn no sabía muy bien lo que quería hacer por la vida y había asistido a una escuela de payasos (según lo dijo Madelyn: «Sí, he hecho algunas investigaciones, no todos nacen con un libro de misterios en la mano, Velma»), hasta que descubrió una afición por la magia en escena (según dijo Madelyn, «Siempre he estado fascinada con el cómo lo hacen. Así como Velma resuelve misterios, me gusta descubrir los secretos de la magia») y se matricula en una escuela de magos. A Madelyn le gusta mucho Shaggy (aunque este solo la ve como amiga), y ella juega un importante papel en la película Scooby-Doo! Abracadabra-Doo, cuando la escuela de magia a la que ella asiste está siendo aterrorizada por un grifón gigante. Alertada por problemas en la escuela por Angie Dinkley (la madre de Velma y Madelyn) vía teléfono celular, Velma y la pandilla van a la escuela de magia para ver que Madelyn esté bien e investigar los avistamientos recientes del grifón. Después de que la criatura asusta a la mayoría de los profesores y alumnos, Velma, Madelyn, y los demás deciden quedarse y aprender magia, esperando que les ayudará a develar el misterio del grifón. Después de que Madelyn es secuestrada por el grifón y llevada a su torre, Velma, Fred, Daphne, Scooby y Shaggy (vestido con un traje de armadura) van a la torre para salvar a Madelyn. Son atacados por el Grifón en el camino y Shaggy y Scooby se separan de los otros cuando el puente de la torre se rompe. Shaggy y Scooby ubican el lugar donde está Madelyn y logran salvarla antes de ser atacados por el grifón que se agarra al "pañuelo largo" que ellos iban a usar para escapar a través de una ventana cercana. El grifón los lleva a la torre y logran escapar mientras está volando cerca del suelo. Finalmente, el grifón se estrella y el misterio se resuelve, con Madelyn convirtiéndose en un aprendiz de mago. Más adelante se le muestra haciendo su primera actuación con Daphne como su asistente.
- Chloe Dinkley: La otra hermana de Velma, de 13 años.
- Tía Meg y tío Evan: Dos tíos de Velma quienes viven en un pequeño pueblo, aparecieron en un episodio de Halloween de la serie ¿Qué hay de nuevo Scooby-Doo?.
- Marcy: Prima de Velma, la hija de Meg y Evan. Ella estudia ingeniería mecánica en la universidad, pero a diferencia de Velma ella es atractiva y siempre está a la moda, como Daphne. (esto, junto con el interés de Marcy en Fred, la hicieron rival de Daphne inmediatamente). Ella nació en un día de Halloween, hecho que con el tiempo la llevó a odiar la fiesta que solía eclipsar su cumpleaños (hasta sus padres se olvidaban) por lo que al crecer, usó una leyenda local y su experiencia en ingeniería para crear "monstruos mecánicos Espantapájaros" y aterrorizar a la ciudad. Para deshacerse de su prima (y una celosa Daphne), se creó a sí misma una coartada (imágenes de cámaras de seguridad). Sin embargo Velma se las arregló para descubrir el plan de su prima (posiblemente recordando que era su cumpleaños) demostrando que Daphne tenía razón.
- Tía Thelma: Trabaja con delfines en un instituto marítimo; apareció en Un cachorro llamado Scooby-Doo.
- Dave Walton: Tío de Velma.
- Tío John: Un arqueólogo, que apareció en el episodio "El Lago vikingo", de la serie El show de Scooby-Doo, de 1977, cuando Velma llevó a sus amigos en un viaje de pesca a la cabaña en la que él vivía.
- Tío Cosmo y tío Ted: Otros arqueólogos tíos de Velma.
- Tío Elmo: Un tío de Velma que es doctor.

## Apariciones en otros programas
Un gran número de series y programas han presentado el personaje de Velma en parodias de Scooby-Doo, o han presentado personajes derivados de Velma. Algunos de estos son:
- Velma aparece como una niña en la serie Un cachorro llamado Scooby-Doo, un spin-off que se transmitió en ABC de 1988 a 1991. Como los demás personajes, la personalidad de Velma fue remodelada para tener un estilo diferente, con lentes de gran tamaño, una forma rápida de caminar (similar a la de Marvin el Marciano), y capaz de sacar una gran supercomputadora de un maletín inexplicablemente pequeño. A diferencia de su yo en el futuro, ella es mucho más tranquila y tímida, en lugar de mostrar su inteligencia.
- Además de haber aparecido en distintos comerciales de Hanna-Barbera (como por ejemplo uno para promocionar un producto llamado "Dove Shampoo), el personaje, en su versión adolescente tradicional, apareció en un episodio de la serie Johnny Bravo de 1997, producido como un homenaje a Scooby-Doo. En dicho episodio, Velma se enamora y quiere atraer a Johnny, pero él está más interesado en Daphne. Irónicamente, un comercial para la TV de Cartoon Network que salió después, muestra a Johnny contándole a Pedro Picapiedra la relación corta que había tenido con Velma, antes de que ella rechazara su propuesta de matrimonio y lo dejara. Años más tarde, en otro comercial, Velma aparece cuando Dexter la encuentra haciendo experimentos, y el niño está a punto de invitarla a salir, pero aparece Johnny preguntándole si "ya terminó la fórmula de su gel para el cabello" y luego la invita a cenar, lo cual ella acepta.
- Más adelante, Velma apareció también en un episodio de la serie para adultos Harvey Birdman, abogado, del bloque Adult Swim. En dicho episodio, Velma, junto con el resto de sus amigos, deben defender a Shaggy y Scooby, quienes han sido acusados de posesión de drogas.
- Velma apareció también en varios episodios de la serie Pollo Robot. En una parodia de Scooby-Doo y Viernes 13 en el capítulo Operación Rico en Espíritu, Velma (interpretada por Linda Cardellini), es retratada como una chica virgen que se queja constantemente de no tener una vida sexual (e incluso dice que "Las vírgenes siempre sobreviven en las películas de horror). Luego de quedarse sola y resolver el misterio, ella pierde su virginidad acostándose con el criminal, el viejo Phillips, quien se había disfrazado como Jason Voorhees y había asesinado a todos los demás de la pandilla. En otro episodio, una parodia de Scooby-Doo! Misterios S.A. y La chica del dragón tatuado, Velma se queja de usar sus habilidades en criminología solo para resolver misterios, porque sus padres gastaron mucho dinero en darle un postgrado de ciencias criminales, y dice que necesita replantear su vida. Luego, es lastimada al caerse y necesita 18 meses de terapia para recuperarse, por lo que Shaggy trae a Lisbeth Salander para reemplazarla.
- El personaje apareció también en la película Jay y Bob el Silencioso contraatacan, representada como una lesbiana.
- También, representada como lesbiana, apareció en la serie de acción para adultos Los hermanos Venture. La parodia de Velma estaba basada en Valerie Solanas, escritora estadounidense famosa por su libro Manifiesto SCUM y sus ideas feministas radicales según las cuales el hombre debe ser exterminado a toda costa. En su primera aparición en el episodio ¡Viva los Muertos!, el personaje era una chica agresiva llamada Val que veía a los hombres como "mujeres incompletas" (debido a su Cromosoma XY) y mantenía relaciones sexuales con su amiga Paty (parodia de Daphne) a quien protegía y aconsejaba, y con quien huyó de Industrias Venture luego de que sus amigos fueron asesinados. En otro episodio de la misma serie, "Johnny Acción" (parodia de Jonny Quest) revela que ella le contagió herpes, sorprendiendo a sus demás compañeros, quienes en verdad creían que ella era homosexual.
- Más recientemente, el personaje apareció en un comercial de celebración por el vigésimo aniversario de Cartoon Network en una fiesta donde todos los personajes clásicos y actuales del canal interactuaban entre sí. En la promo, Velma pierde sus anteojos, pero León-O le ayuda a recuperarlos con la espada del augurio. Asimismo, apareció en dos segmentos de Toonface, la red social de los personajes de Cartoon Network, donde subió fotos de su baile escolar de 1970 para celebrar el año nuevo 2010.

## Controversia
Debido a su carácter serio, forma de vestir, y a la creencia de que Velma no tenía intereses románticos en reencarnaciones posteriores a la original, muchos fanes que crecieron viendo las repeticiones de Scooby-Doo en los años 1990 empezaron a especular que Velma podría ser lesbiana, rumor que aumentó con su aparición en Jay y Bob el Silencioso contraatacan, donde se le veía besándose con otra chica. De hecho, el personaje tiene un sitio memorable y una considerable base de seguidoras entre las lesbianas en la vida real, quienes la ven como una de ellas, aunque nunca, en ninguna de las series o películas de Scooby-Doo se ha dado muestras de ello. Sin embargo, los rumores de Velma siendo lesbiana, y teniendo una relación secreta con Daphne no han pasado desapercibidos. Por ejemplo, James Gunn, guionista de la película con actores reales de Scooby-Doo (2002), dijo abiertamente que él «estaba bastante seguro de que Velma es gay», y por eso insertó un par de escenas en el guion, las cuales fueron filmadas: En una de ellas aparecía Velma mirando con lujuria a Daphne mientras ella cargaba el equipaje en el compartimiento de un avión. La otra escena mostraba a Velma y Daphne cambiando de cuerpos, y la única forma que se les ocurría para recuperar sus almas era compartir un beso" (esto último fue declarado por las mismas actrices Sarah Michelle Gellar y Linda Cardellini). Esta escena, por supuesto, fue cortada en la posproducción, y el contenido lésbico fue eliminado para mantener a la película en standares familiares e infantiles.

«Hubo un par de escenas en las que Velma sale fuera de su escudo. Yo no diría que de donde sale es del closet. Yo mas bien siempre he pensado que tal vez ella es un poquito ambigua en su sexualidad».
Linda Cardellini actriz que encarnó a Velma en la película de 2002

 Luego de la aparición de dicha película, fue publicado un artículo (volumen 31, tercera edición) llamado "Lo mismo que hacemos todas las noches: Significando deseo homosexual en series de televisión", dedicado a desmentir los rumores acerca de la supuesta homosexualidad en los dibujos animados de Hanna-Barbera y otros. El autor, Jeffrey P. Dennis, opinó que «La conexión romántica entre Velma y Daphne es más que todo ilusiones de los fans»; sin embargo, afirmó que varios comentaristas argumentaron que Daphne y Velma eran una pareja homosexual, citando el libro "Saturday Morning Fever" (Fiebre de los sábados por la mañana), de los autores Kevin y Timothy Burke. Martin Goodman, de la revista Animation World Magazine, respondió a esto, señalando que "Cualquier lectura seria de esta sección en "Saturday Morning Fever" (pp. 105-111) revela rápidamente que los Burkes estaban, de forma obviamente nada académica, haciéndose los tontos".
En 2022 finalmente se confirmó que una de sus encarnaciones de personaje pertenece a la población LGBT. En la película ¡Scooby-Doo! Dulce o travesura muestra interés romántico por el personaje femenino Coco Diablo, al igual que en la serie para adultos de 2023, donde muestra interés por Daphne. Esto, sin embargo, no altera a sus otras encarnaciones en los otros medios, donde se le ha visto ser bisexual y en su mayor parte heterosexual.